# Thomas Heyward Jr.
Thomas Heyward Jr., né le 28 juillet 1746, mort le 6 mars 1809, fut un signataire de la déclaration d'indépendance des États-Unis.

## Biographie
Il est né à la paroisse St. Luke (Caroline du Sud) le 28 juillet 1746 et éduqué à son domicile. Il voyage en Angleterre pour y étudier le droit où il devient membre de l'Honorable Société du Middle Temple. Il est élu au Congrès continental en 1775 et signe la déclaration d'indépendance en 1776. Heward retourne en Caroline du Sud en 1778 et devient juge. Aux commandes de la milice, il est fait prisonnier par les Anglais durant le siège de Charleston. Il continue sa profession de juge après la guerre, avant de se retirer du milieu en 1798. Heyward meurt le 6 mars 1809.

## Membres illustres de sa famille
DuBose Heyward (1885-1940), poète, romancier et dramaturge américain, était un descendant de Thomas Heyward.
Un petit-neveu de Thomas Heyward était le Général confédéré James Heyward Trapier, qui était aussi le cousin issu de germain du membre du Congrès de la Caroline du Sud Daniel Huger et le petit-fils du membre du Congrès de la Caroline du Sud, Paul Tarpier. (La femme de Trapier était une cousine du Général révolutionnaire de la Caroline du Sud Peter Horry.)